# Georg Immelmann
Georg Immelmann (* 30. April 1935 in Berlin) ist ein deutscher Theaterregisseur und Intendant.

## Leben
Nach seinem Abitur, das er in Hannover ablegte, studierte Georg Immelmann ab 1955 Theaterwissenschaft, Germanistik und Philosophie an der Freien Universität Berlin. Zeitweise leitete er die Studentenbühne des Theaterwissenschaftlichen Instituts. Sein erstes Engagement fand er 1959 an der Landesbühne Hannover, zunächst als Regieassistent, später auch als Dramaturg und Regisseur. 1964 wechselte er an die Bühnen der Hansestadt Lübeck, wo er als Chefdramaturg und Oberspielleiter des Schauspiels fungierte. Von 1968 bis 1970 arbeitete Immelmann freischaffend und inszenierte unter anderem in Aachen, Kiel, Oldenburg und Wiesbaden. 1970 erfolgte ein festes Engagement am Theater Aachen als Regisseur und Chefdramaturg.
1979 wurde er als Intendant an die Landesbühne Niedersachsen Nord in Wilhelmshaven berufen. 15 Jahre lang prägte er die Theaterarbeit an den weit voneinander entfernt liegenden Spielstätten im Nordwesten Deutschlands. Nach einer Periode freiberuflicher Tätigkeit übernahm er 1998 die Leitung der Gandersheimer Domfestspiele. Während dieser Zeit gründete er die Musical Academy Bad Gandersheim, die arbeitslosen Musicaldarstellern Fortbildungsmöglichkeiten in den Bereichen Schauspiel, Gesang und Tanz anbot. Von 2003 bis 2006 dozierte Immelmann an der Theaterschule Aachen und inszenierte gleichzeitig in Bremerhaven, Hamburg, Hannover und Bamberg.
Das Spektrum Immelmanns reicht von den Klassikern (mit einem Schwerpunkt auf Arbeiten von Shakespeare, Lessing, Hauptmann und Brecht) über Musicals bis zum Kinder- und Jugendtheater. Er zeigte an allen Stationen seiner Karriere jedoch auch großes Interesse an der modernen Dramatik. In Lübeck inszenierte er das auf dem ersten Frankfurter Auschwitzprozess basierende Dokumentarstück Die Ermittlung von Peter Weiss (1967). Als Intendant an der Landesbühne in Wilhelmshaven setzte er das intellektuell herausfordernde Stück Der neue Prozeß desselben Autors, in der Regie von Johannes Kaetzler, auf den Spielplan (1984), was seinem Theater eine Spitzenposition im alljährlichen Kritiker-Ranking der Fachzeitschrift Theater heute einbrachte. Als Regisseur verantwortete er die deutschsprachige Erstaufführung von Pavel Kohouts Komödie Der arme Cyrano (nach Rostand, 1983) und die Uraufführung des Kinderstücks Der kleine August, ebenfalls von Kohout (1984). Auch Das lustigste Land von Einar Schleef erlebte seine Uraufführung in der Regie von Georg Immelmann (1984).
Mehrfach bearbeitete Immelmann Prosastoffe für die Bühne, so z. B. Victor Hugos Der Glöckner von Notre-Dame (2000), Marguerite Duras’ Der Schmerz (2002), Ulla Hahns Unscharfe Bilder (2004) und Isabel Allendes Die Liebenden im Guggenheimmuseum (2011). Seit 2010 engagiert sich Immelmann an verschiedenen Off-Theatern, unter anderem am Aachener aixpertentheater, das außergewöhnliche Spielorte aufsucht, so etwa für die Vorstellung Gefährliche Liebschaften (nach dem Briefroman von Choderlos de Laclos) die Kapelle der Bischöflichen Akademie des Bistums Aachen (2011)  oder für Die Liebenden im Guggenheimmuseum das Aachener Suermondt-Ludwig-Museum (2011/2012). Am Kleinen Theater Aachen inszenierte er 2014/15 mit zwei Schauspielern den Reigen von Arthur Schnitzler.